# Жоламан Тленшиулы
Жоламан Тленшиулы (Юламан Тлянчиев) — казахский батыр, тархан, старшина рода табын (из которого сам происходит) поколения жетыру Младшего жуза. Возглавил движение казахских родов табын и тама в 1822—1825 годах за возврат земель по реке Илеку, отобранных под постройку крепостей Ново-Илецкой военной линии, и возвращение хана Арынгазы из России.

## Биография
Сын тархана Тленши бия и внук батыра Букенбая. Имел братьев Есенамана, Тумалака, Арабая, Абита, Ачибая.
В русских источниках о Жоламан батыре есть такое сведение: «Жоламан Тленчи (Юламан Тлянчиев) — батыр из рода табын. Тархан, старшина. Возглавил движение казахских родов табын и тама в 1822—1824 гг. за возврат земель по р. Илеку, отобранных под постройку крепостей Ново-Илецкой военной линии, и возвращение султана Арынгазы из России…».
В 20-х годах XIX века Оренбургская администрация отняла земли, принадлежавшие казахам из рода табын в долине реки Илек, и начала строительство крепостей. Была создана Ново-Илецкая военная линия, протянувшаяся по берегам рек Яик, Илек, Бердянка, Кураты. В военную линию входило 29 укреплений. 3 сентября 1823 года группа представителей рода табын направила письмо Оренбургскому генерал-губернатору Эссену, в котором выражался протест против колониальной политики, проводимой администрацией края. Председатель комиссии, рассматривающей вопросы распределения казахских земель, Шергазы хан признал протест незаконным и пригрозил применить против недовольных военную силу. Такой ответ побудил табынцев к вооруженному восстанию под руководством Жоламан батыра. Казахи Младшего жуза, поддержавшие призыв Жоламана, начали совершать нападения на пограничные укрепления и аулы султанов-правителей. На первом этапе в 1824—1832 годах народно-освободительная война носила характер локальных военных выступлений. В Младшем жузе они были возглавлены Жоламаном Тленшиулы, в Букеевской Орде — Исатаем и Махамбетом, в Среднем жузе — султаном Саржаном Касымулы. В 1835 году к ним присоединились люди из родов жагалбайлы, жаппас, алшын, аргын, кыпшак, число восставших достигло 3 тысяч человек. Для подавления восстания Оренбургская администрация послала войска. В середине 30-х годов XIX века отряды Жоламан батыра присоединились к отрядам хана Кенесары Касымова и продолжили совместную борьбу. С уходом отрядов Кенесары на юге, отряды Жоламан батыра стали распадаться.
В 40-х годах XIX века Жоламан батыр откочевал в Бухару, дальнейшая судьба его неизвестна.